# イスタンブール県
イスタンブール県（イスタンブールけん、トルコ語: İstanbul ili）は、トルコ北西部に位置するマルマラ地方の県。県都はイスタンブール。小さな県であり、人口が非常に密集している。人口は12,573,836人。イスタンブール県はトルコ最大の都市圏を抱えている。
県の中央部をボスポラス海峡が通っており、アジアとヨーロッパに分かれている。アジア側でコジャエリ県と、ヨーロッパ側でテキルダー県と接している。ボスポラス海峡はマルマラ海と黒海を結ぶ海上の要所であるとともにアジア・ヨーロッパを結ぶ陸上交通の要所でもあり、7月15日殉教者の橋（第一ボスポラス橋）、ファーティフ・スルタン・メフメト橋（第二ボスポラス橋）、ヤウズ・スルタン・セリム橋（第三ボスポラス橋）、鉄道用海底トンネル（マルマライ）、自動車用海底トンネル（アブラシャトンネル）により接続している。
県域とイスタンブール大都市自治体の管轄範囲は同一しており、その下に39の区がある。
ローマ時代には首都として栄え、現在も拡張を続けている。

## 下位自治体

### バルカン半島側（ヨーロッパ側）
- アルナヴトキョイ（トルコ語版）（Arnavutköy）[3]
- アヴジュラル（トルコ語版）（Avcılar）[3]
- バージュラル（トルコ語版）（Bağcılar）[3]
- バフチェリエヴレル（トルコ語版）（Bahçelievler）[3]
- バクルキョイ（トルコ語版）（Bakırköy）[3]
- バシャクシェヒル（トルコ語版）（Başakşehir）[3]
- バイランパシャ（トルコ語版）（Bayrampaşa）[3]
- ベシクタシュ（Beşiktaş）[3]
- ベイリクデュジュ（トルコ語版）（Beylikdüzü）[3]
- べヨール（トルコ語版）（Beyoğlu）[3]
- ビュユクチェクメジェ（トルコ語版）（Büyükçekmece）[3]
- チャタルジャ（トルコ語版）（Çatalca）[3]
- エセンレル（トルコ語版）（Esenler）[3]
- エセンユルト（トルコ語版）（Esenyurt）[3]
- エユプスルタン（トルコ語版）（Eyüpsultan）
- ファティフ（トルコ語版）（Fatih）[3]
- ガズィオスマンパシャ（トルコ語版）（Gaziosmanpaşa）[3]
- ギュンギョレン（トルコ語版）（Güngören）[3]
- キャウトハーネ（トルコ語版）（Kağıthane）[3]
- キュチュクチェクメジェ（トルコ語版）（Küçükçekmece）[3]
- サルイェル（トルコ語版）（Sarıyer）[3]
- スィリヴリ（トルコ語版）（Silivri）[3]
- シシュリ（トルコ語版）（Şişli）[3]
- スルタンガズィ（トルコ語版）（Sultangazi）[3]
- ゼイティンブルヌ（トルコ語版）（Zeytinburnu）[3]

### アナトリア半島側（アジア側）
- アダラル（Adalar）[3]
- アタシェヒル（トルコ語版）（Ataşehir）[3]
- ベイコズ（トルコ語版）（Beykoz）[3]
- チェクメキョイ（トルコ語版）（Çekmeköy）[3]
- カドゥキョイ（Kadıköy）[3]
- カルタル（トルコ語版）（Kartal）[3]
- マルテペ（トルコ語版）（Maltepe）[3]
- ペンディク（トルコ語版）（Pendik）[3]
- サンジャクテペ（トルコ語版）（Sancaktepe）[3]
- シレ（トルコ語版）（Şile）[3]
- スルタンベイリ（Sultanbeyli）[3]
- トゥズラ（トルコ語版）（Tuzla）[3]
- ユムラニイェ（トルコ語版）（Ümraniye）[3]
- ユスキュダル （Üsküdar）[3]